# Pałac snów
Pałac snów (alb. Pallati i ëndrrave) – powieść albańskiego pisarza Ismaila Kadare. Po raz pierwszy została wydana w roku 1981, pod tytułem Urzędnik pałacu snów (alb. Nënpunësi i pallatit të ëndrrave), a następnie w 1996 w wersji poprawionej, już jako Pałac snów (alb. Pallati i ëndrrave). W Polsce pierwsze wydanie ukazało się w roku 2006 w przekładzie Doroty Horodyskiej. Był to pierwszy polski przekład powieści Ismaila Kadare, dokonany bezpośrednio z języka albańskiego.

## Fabuła
Akcja powieści rozgrywa się w Stambule, w czasach Imperium Osmańskiego. Siedzibą tajnej policji jest owiany grozą Pałac Snów. Znajdują się w nich archiwa snów, które opowiedzieli wysłannikom ministerstwa poddani. Konni posłańcy dostarczają zapisy snów do ministerstwa, w którym setki urzędników segregują pozyskane sny, kopiują, klasyfikują i szukają w nich informacji o przyszłych spiskach i zagrożeniach dla państwa. Każdego roku biurokratyczna machina ministerstwa selekcjonuje jeden Arcysen, który zawiera najważniejsze przesłanie dla rządzących. Zapis marzenia sennego może być w tym świecie dowodem na działalność antypaństwową. Bohater książki Mark Alem jest pracownikiem ministerstwa, pochodzącym z wpływowej albańskiej rodziny Köprülü, który szybko awansuje w strukturach urzędu.
Powieść, stanowiąca przykład fikcji politycznej stanowi metaforę systemu komunistycznego, panującego w Albanii w latach 1944-1990. W 2007 polski przekład książki znalazł się w gronie siedmiu finalistów edycji Nagrody Literackiej Europy Środkowej "Angelus". W czasie wrocławskiej gali Angelusa fragment powieści zaprezentował wrocławski aktor Cezary Studniak.
Tłumaczka Dorota Horodyska jest także autorką pięciu innych polskich przekładów dzieł Ismaila Kadare: Następca (2008), Ślepy ferman (2010), Córka Agamemnona (2011), Wypadek (2013) i Kolacja dla wroga (2014)

## Recenzje (w języku polskim)
- J.Kurkiewicz, Teczki snów, Polityka 2006/26, s.58.
- Marta Mizuro, Sen o władzy [online], Onet.pl, 3 sierpnia 2006 [zarchiwizowane z adresu 2013-05-03].
- Hanna Serkowska, Arcysen i albański epos, Nowe Książki 2006/9.

## Inne tłumaczenia powieści
- 1990: To palati t ōn oneirōn (grec. tłum. Helene Kekropolou)
- 1991: El palau dels somnis (katal. tłum. Maria Bohigas)
- 1992: Drömmarnas palats (szw. tłum. Agneta Westerdahl)
- 1993: O palacio dos sonhos (port. tłum. Bernardo Joffily)
- 1994: Yume kyûden (jap. tłum. Mituhiko Murakami)
- 1998: Palatata na soništata (maced. tłum. Fatbardha Shehu)
- 2003: Az Álmok Palotája : regény (węg tłum. József Takács)
- 2004: El palacio de los sueños (hiszp. tłum. Ramon Sanchez)
- 2005: Het dromenpalei (niderl. tłum. Jacqueline Sheji)
- 2005: Der Palast der Träume (niem. tłum. Joachim Röhm)
- 2007: Palatul Viselor (rum. tłum. Marius Dobrescu)
- 2012: Palača sanj (słoweńs. tłum. Luana Maliqi, Maja Novak)
- 2015: 梦宫 / (Meng gong, chiński tłum. Xing Gao)
- 2023: Il palazzo dei sogni (włos. tłum. Liljana Cuka Maksuti), wyd. Mediolan